# Діана Геблдон
Діана Джин Геблдон (англ. Diana Jean Gabaldon; народилася 11 січня 1952 року в Аризоні, США) — американська письменниця, відома завдяки серії романів «Чужоземка». Її твори поєднують елементи історичної фантастики, романтики, містики, пригод та наукової фантастики/фентезі. Телевізійна адаптація її серії романів «Чужоземка» дебютувала на каналі Starz у 2014 році.

## Раннє життя та освіта
Геблдон народилася 11 січня 1952 року в Скоттсдейлі, штат Аризона, США. Вона є донькою Жаклін Сайкс і Тоні Геблдона (1931—1998), який був сенатором штату Аризона від Флегстаффу протягом шістнадцяти років, а згодом став керівником графства Коконіно. Її батько мав мексиканське походження, а мати — англійське.
Геблдон виросла у Флегстаффі, штат Аризона. Вона отримала ступінь бакалавра наук з зоології в Університеті Північної Аризони у 1970-1973 роках; ступінь магістра наук з морської біології в Каліфорнійському університеті в Сан-Дієго, Інститут океанографії Скриппса, у 1973-1975 роках; і ступінь доктора наук з екології поведінки в Університеті Північної Аризони у 1975-1978 роках.

## Кар'єра
Діана Геблдон заснувала журнал Science Software Quarterly у 1984 році, працюючи в Центрі екологічних досліджень Аризонського державного університету. У 1980-х роках вона писала рецензії на програмне забезпечення та технічні статті для комп'ютерних видань, а також популярні наукові статті та комікси Disney. Вона провела 12 років як професор з досвідом у наукових обчисленнях в ASU, перш ніж залишити університет і присвятити себе повноцінній письменницькій діяльності.

### Романи
У 1988 році Геблдон вирішила написати роман для "практики, просто щоб навчитися" і не планувала показувати його комусь. Як професор-дослідник, вона вважала, що історичний роман буде найлегшим для дослідження та написання, хоча вона не спеціалізувалася на історії і спочатку не обрала конкретний часовий період. Геблдон натрапила на повторний епізод науково-фантастичного серіалу "Доктор Хто" під назвою "Ігри війни". Один з персонажів Доктора був шотландцем з 1745 року, молодий чоловік на ім'я Джеймі МакКріммон, який надихнув її на створення головного чоловічого героя Джеймса Фрейзера та сетингу роману в Шотландії середини 18 століття. Геблдон вирішила додати "англійку, щоб відтворити всіх цих шотландців", але її жіночий персонаж "захопив історію і почав розповідати її самостійно, висловлюючи розумні думки про все".
Для пояснення сучасної поведінки та ставлення персонажа, Геблдон вирішила використати елемент подорожі у часі. Написавши роман у часи, коли "всесвітньої павутини не існувало", вона проводила дослідження "по-старому, самостійно, через книги". Згодом Геблдон опублікувала уривок свого роману на літературному форумі CompuServe, де автор Джон Е. Стіт представив її літературному агенту Перрі Ноултону. Ноултон представив її на основі незавершеного першого роману, який спочатку називався "Хрестик". Її перша книжкова угода була трилогією, перший роман плюс два ненаписані продовження. Американські видавці змінили назву першої книги на "Чужоземка", хоча в Великій Британії заголовок залишився "Вишивка хрестом", що відображало "Шов у часі". Американський видавець вважав, що оригінальна назва звучала "занадто як вишивка" і хотів більш "авантюрного" заголовка. Після завершення другої книги, Геблдон залишила посаду викладача в Аризонському державному університеті, щоб стати повноцінним письменником.
Станом на 2014 рік, серія "Чужоземка" включає вісім опублікованих книг.

### СеріяЧужоземка
Серіал "Чужоземка" фокусується на Клер Рендалл, медсестрі з 20-го століття, яка подорожує у часі до 18-го століття Шотландії, де вона зустрічається з відважним Джеймсом Фрейзером у пошуках пригод і романтики. Розгортаючись у Шотландії, Франції, Вест-Індії, Англії та Північній Америці, романи серії поєднують елементи історичної фантастики, романтики, містики, пригодництва та наукової фантастики/фентезі.

#### Основна серія
1. Outlander ("Чужоземка"); у Великій Британії, Новій Зеландії та Австралії вийшов під назвою Cross Stitch ("Вишивка хрестиком") - 1991
2. Dragonfly in Amber ("Бабка в бурштині") - 1992
3. Voyager ("Мореплавиця") - 1993
4. Drums of Autumn ("Осінні барабани") - 1996
5. The Fiery Cross ("Вогненний хрест") - 2001
6. A Breath of Snow and Ashes ("Подих снігу та золи") - 2005
7. An Echo in the Bone ("Відлуння в кістках") - 2009
8. Written in My Own Heart's Blood ("Написано кров'ю мого власного серця") - 2014
9. Go Tell the Bees That I Am Gone ("Іди скажи бджолам, що мене вже нема") - 2021
10. (в роботі, поки без назви) - можливо, вийде у 2025 чи у 2026

#### Короткі твори
- «Листок на вітрі всіх святих» (2010), новела в антології «Пісні про кохання і смерть». Пізніше зібрані в «The Trail of Fire» (2012), та Seven Stones to Stand or Fall (2017).
- Простір між (2013), новела в антології Посібник божевільного вченого до світового панування. Пізніше зібрані в «The Trail of Fire» (2012), та Seven Stones to Stand or Fall (2017).
- Virgins (2013), новела в антології «Небезпечні жінки», пізніше зібрана у Seven Stones to Stand or Fall (2017).
- «Минулий пролог» (2017), новела, написана зі Стівом Беррі та опублікована в антології MatchUp. Історія виступає як перехрестя між франшизою Outlander та серією «Бавовна Малоун» Беррі, в якій фігурують герої Коттон Малоун та Джеймі Фрейзер.
- Зелений втікач (2017), новела, опублікована у збірці Габальдона «Сім каменів, які стоять чи впадуть».
- Пов'язані
- The Outlandish Companion (1999), посібник із серії Outlander, що містить конспекти, посібник із персонажами та інші примітки та інформацію; переглянуто та оновлено як The Outlandish Companion (Том перший) (2015)
- Графічний роман «Вигнання» (2010)
- The Outlandish Companion (Том другий) (2015)
- Помста — моя", епізод 2 сезону Outlander (18 червня 2016 р.)

### Серія Лорд Джон
Серія «Лорд Джон» — це послідовність романів і коротших творів, які зосереджені на лорда Джона Грея, що повторюється другорядним персонажем у серії Габальдона «Outlander». Наразі спінінг-серія складається з п'яти новел та трьох романів, які відбуваються між 1756 і 1761 роками під час подій Габальдонового «Вояджера». Їх можна загалом віднести до історичних таємниць, і три романи коротші та зосереджені на меншій кількості сюжетних ниток, ніж основні книги Outlander.
- Лорд Джон і клуб пекло (1998), новела, вперше опублікована в антології «Минулі отрути», під редакцією Максима Якубовського
- Лорд Джон і приватна справа (2003), роман
- Лорд Джон і Саккуб, новела, опублікована в «Легендах II» під редакцією Роберта Сільверберга
- Лорд Джон і Братство Клинок (2007), роман
- Лорд Джон і солдат з привидами (2007), новела, опублікована у «Лорді Джон і Руці дияволів»
- Лорд Джон і рука дияволів (2007), збірка трьох новел (Лорд Джон і Клуб Пекельного вогню, Лорд Джон і Суккуб і лорд Джон і солдат з привидами)
- Звичай армії (2010), новела, опублікована у «Воїнах», під редакцією Джорджа Р. Р. Мартіна та Гарднера Дозуа, а згодом зібрана у «Сім каменів стояти чи падати» (2017).
- Шотландський в'язень (2011), роман
- Лорд Джон і чума зомбі (2011), новела, опублікована в книзі «Дані ці дивні вулиці» під редакцією Джорджа Р. Р. Мартіна та Гарднера Дозуа, а згодом зібрана у «Сім каменів, щоб стояти чи падати» (2017).
- Обложена (2017), новела, опублікована у збірці Габальдона «Сім каменів стояти чи падати».

### Інші твори
- Naked Came the Phoenix (2001), співпраця з ще дванадцятьма авторами
- «Гуманний вбивця», новела з співавтором із Сем Сайксом, опублікована в книзі «Дракони: Чарівні казки майстрів сучасної фантазії» (2009)
- «Брудні Скоттсдейл», коротка історія злочину, встановлена у Феніксі, штат Аризона, опублікована у Phoenix Noir (2009), збірка з п'ятнадцятьма іншими авторами